# Vörösarcú gébics
A vörösarcú gébics (Lanius gubernator) a madarak osztályának verébalakúak (Passeriformes) rendjébe és a gébicsfélék (Laniidaee) családjába tartozó  faj.
Magyar neve forrással nincs megerősítve.

## Rendszerezése
A fajt Gustav Hartlaub írta le 1882-ben.

## Előfordulása
Bissau-Guinea, Elefántcsontpart, Ghána,Kamerun, a Kongói Demokratikus Köztársaság, a Közép-afrikai Köztársaság, Mali, Nigéria, Szudán és Uganda területén honos. Természetes élőhelyei a szubtrópusi és trópusi síkvidéki esőerdők, szavannák és cserjések, valamint másodlagos erdők és szántóföldek. Állandó, nem vonuló faj.

## Megjelenése
Testhossza 16 centiméter.

## Természetvédelmi helyzete
Az elterjedési területe nagyon nagy, de széttagolt, egyedszáma pedig stabil. A Természetvédelmi Világszövetség Vörös listáján nem fenyegetett fajként szerepel.

## További információ
- Képek az interneten a fajról
- Xeno-canto.org - a faj hangja és elterjedési területe